# Trzy (film 2010)
Trzy (niem. Drei) – niemiecki komediodramat z 2010 roku w reżyserii i według scenariusza Toma Tykwera. Zdjęcia kręcono w Berlinie i Londynie. Światowa premiera filmu miała miejsce 10 września 2010 roku w konkursie głównym podczas 67. MFF w Wenecji.

## Opis fabuły
Berlin. Simon i Hanna są bezdzietną, kochającą się parą od dwudziestu lat. Wtem Hanna rozpoczyna romans z kolegą z pracy, Adamem. Jednocześnie Adamem zaczyna interesować się mąż Hanny, Simon. Powstaje skomplikowany trójkąt, o którym małżonkowie dowiedzą się nawzajem, gdy Hanna niespodziewanie zajdzie w ciążę.

## Obsada
- Sophie Rois jako Hanna
- Sebastian Schipper jako Simon
- Devid Striesow jako Adam
- Angela Winkler jako Hildegard, matka Simona
- Annedore Kleist jako Lotte
- Alexander Hörbe jako Dirk
- Winnie Böwe jako Petra
- Hans-Uwe Bauer jako Dr Wissmer

i inni

## Nagrody i nominacje
67. Międzynarodowy Festiwal Filmowy w Wenecji
- nominacja: Złoty Lew − Tom Tykwer

61. ceremonia wręczenia Niemieckich Nagród Filmowych
- nagroda: najlepsza reżyseria − Tom Tykwer
- nagroda: najlepsza główna rola kobieca − Sophie Rois
- nagroda: najlepszy montaż − Mathilde Bonnefoy
- nominacja: najlepszy film pełnometrażowy − Tom Tykwer i Stefan Arndt
- nominacja: najlepsza muzyka − Tom Tykwer, Johnny Klimek, Gabriel Isaac Mounsey i Reinhold Heil
- nominacja: najlepszy dźwięk − Frank Kruse, Arno Wilms i Matthias Lempert

24. ceremonia wręczenia Europejskich Nagród Filmowych
- nominacja: Najlepszy Europejski Montażysta − Mathilde Bonnefoy